# Pakistanska muslimska förbundet – F
Pakistanska muslimska förbundet – Fungerande (پاکستان مسلم لیگ ف) är ett politiskt parti i Pakistan, lett av hurernas andlige ledare Pir Pagaro.
I maj 2004 gick man samman med flera andra partier, som också hade sina rötter i det Pakistanska muslimska förbundet och bildade ett nytt parti med samma namn (i regel kallat Pakistanska muslimska förbundet – L).
Endast två månader senare (i juli 2004) meddelade Pir Pagaro VII dock att Pakistanska muslimska förbundet – F redan brutit med det nya Pakistanska muslimska förbundet – L (som han föraktfullt kallade "Jatt-ligan").
I valet den 18 februari 2008 fick partiet 707 760 röster (2,3 %) och fyra mandat i parlamentet. 	